# Oryzias nigrimas
Oryzias nigrimas là một loài cá thuộc họ Adrianichthyidae. Chúng là loài đặc hữu của Indonesia.